# Escuadrón de combate 332
Escuadrón de combate 332, cuyo título original es The Tuskegee Airmen, es un telefilme bélico del año 1995, dirigido por Robert Markowitz y protagonizado por Laurence Fishburne, Cuba Gooding Jr., Allen Payne y Malcolm-Jamal Warner. El telefilme tuvo un guion de Ron Hutchinson y Trey Ellis, basado en una historia de Robert Williams y T.S. Cook.
Trata sobre los aviadores de Tuskegee, un grupo de aviadores afroamericanos estadounidenses que se distinguieron durante la Segunda Guerra Mundial en el Cuerpo Aéreo y posteriormente en la Fuerza Aérea del Ejército de los Estados Unidos. En el 2012 se realizó otra película con la misma temática pero con mucho más presupuesto, Red Tails.

## Argumento
El afroamericano Hannibal Lee sueña hacer la carrera de un piloto. Sólo durante la Segunda Guerra Mundial en 1941, la hasta entonces existente prohibición de volar para afroamericanos se cancela. Lee y algunos otros viajan a Tuskegee (Alabama). Durante el viaje en tren desde el norte, los hombres se enfrentan al existente racismo en el sur. Todavía existe la segregación en Alabama y tienen que abandonar sus sitios en favor de prisioneros de guerra alemanes. 
En Tuskegee son entrenados por el teniente afroamericano Glenn. Este ya combatió en la Fuerza Aérea canadiense. Ya en el primer vuelo de entrenamiento un candidato piloto pierde el control de su avión y se estrella. Walter Peoples, un ingeniero de aviones, se suicida con un avión para evitar una baja deshonrosa por haber violado el reglamento durante un vuelo de entrenamiento. Finalmente un tercio de los candidatos se gradúan. 
Eleanor Roosevelt inspecciona la unidad y envía la recién entrenada unidad aérea al frente después de haber volado con Hannibal Lee. Los pilotos combaten en el norte de África, donde se utilizan principalmente para ataques terrestres. Mientras tanto, los senadores racistas tratan de disover la unidad aérea. Para ello utilizan un informe en el que se califica a los afroamericanos como no aptos para pilotar debido a defectos genéticos y utilizan como prueba la falta de victorias aéreas, así como el creciente número de muertes. Solo por un discurso del líder de la escuadra, que menciona la falta de disposición de utilizar la unidad para combates aéreos, la escuadra es rescatada y se traslada a Europa.
Allí Lee y Billy Roberts atacan un destructor alemán y lo hunden. La escuadra también toma misiones de escolta para los bombarderos que sufren grandes pérdidas debido a los ataques constanted de los aviones alemanes. La escuadra los protege en esas misiones con éxito enfrentando con éxito a los cazas atacantes. En una de esas misiones Roberts muere en uno de esos combates aéreos y Lee es ascendido más tarde a capitán y galardonado con la Cruz de Vuelo Distinguido por haber destruido el destructor alemán, el primer premio otorgado a un piloto afroamericano que también dieron a Roberts post mortem, un consuelo para Lee tomando en consideración que todos los que Lee conocía desde el comienzo han muerto en combate hasta entonces.  
Finalmente, en una incursión hacia Berlín, los pilotos de los bombarderos solicitan explícitamente la escolta de los aviadores de Tuskegee por su efectividad frente a los cazas alemanes durante sus misiones de escolta. Con el ataque a Berlín, que fue un pleno éxito y en el que también derribaron a tres cazas de reacción alemanes, que eran superiores a los cazas americanos, probaron a todos en los Estados Unidos de forma irrefutable que los afroamericanos también eran capaces de pilotar y luchar en aviones de combate con éxito. 
En los créditos, el balance de las luchas de la unidad se anunció. 66 de los 450 pilotos utilizados murieron y hubo más de 850 premios otorgados. De acuerdo con la película, ninguno de los bombarderos escolta fue derribado por cazas enemigos en sus misiones. Este mito se vendió en la prensa estadounidense, pero ha sido claramente refutada. Aun así la tasa de pérdidas fue llamativamente baja.

## Reparto
- Laurence Fishburne  como Hannibal Lee.
- Allen Payne como Walter Peoples.
- Malcolm-Jamal Warner como Leroy Cappy.
- Courtney B. Vance como Teniente Glenn.
- Andre Braugher como Benjamin O. Davis
- Christopher McDonald  como Mayor Joy.
- Daniel Hugh Kelly como Coronel Rogers.
- John Lithgow como Senador Conyers.
- Cuba Gooding Jr. como Billy Roberts.
- Mekhi Phifer como Lewis Johns.

## Recepción
El éxito del telefilme causó que, tras su emisión por HBO, tuviese también un segundo estreno en salas cinematográficas.

## Premios
- 1995: Globos de oro: Nominada Mejor actor en una miniserie o película para TV (Fishburne)
- 1995: Sindicato de Directores (DGA): Nominada a Mejor director (Miniserie/Telefilm)
- 1995: Sindicato de Actores (SAG): Nom. Mejor actor (Telefilm o Miniserie) (Fishburne)
- 1996: Emmy: 3 premios, incluyendo mejor casting y montaje. 10 nominaciones[2]